# ZNF684
ZNF684 (англ. Zinc finger protein 684) – білок, який кодується однойменним геном, розташованим у людей на короткому плечі 1-ї хромосоми.  Довжина поліпептидного ланцюга білка становить 378 амінокислот, а молекулярна маса — 43 945.
| 10         |  | 20         |  | 30         |  | 40         |  | 50         |
| ---------- |  | ---------- |  | ---------- |  | ---------- |  | ---------- |
| MISFQESVTF |  | QDVAVDFTAE |  | EWQLLDCAER |  | TLYWDVMLEN |  | YRNLISVGCP |
| ITKTKVILKV |  | EQGQEPWMVE |  | GANPHESSPE |  | SDYPLVDEPG |  | KHRESKDNFL |
| KSVLLTFNKI |  | LTMERIHHYN |  | MSTSLNPMRK |  | KSYKSFEKCL |  | PPNLDLLKYN |
| RSYTVENAYE |  | CSECGKAFKK |  | KFHFIRHEKN |  | HTRKKPFECN |  | DCGKAYSRKA |
| HLATHQKIHN |  | GERPFVCNDC |  | GKAFMHKAQL |  | VVHQRLHTGE |  | KPYECSQCGK |
| TFTWNSSFNQ |  | HVKSHTLEKS |  | FECKECGKTF |  | RYSSSLYKHS |  | RFHTGEKPYQ |
| CIICGKAFGN |  | TSVLVTHQRI |  | HTGEKPYSCI |  | ECGKAFIKKS |  | HLLRHQITHT |
| GEKPYECNRC |  | GKAFSQKSNL |  | IVHQKIHT   |  |            |  |            |

A: Аланін

C: Цистеїн

D: Аспарагінова кислота

E: Глутамінова кислота

F: Фенілаланін

G: Гліцин

H: Гістидин

I: Ізолейцин

K: Лізин

L: Лейцин

M: Метіонін

N: Аспарагін

P: Пролін

Q: Глутамін

R: Аргінін

S: Серин

T: Треонін

V: Валін

W: Триптофан

Задіяний у таких біологічних процесах як транскрипція, регуляція транскрипції. 
Білок має сайт для зв'язування з іонами металів, іоном цинку, ДНК. 
Локалізований у ядрі.